# Carele de foc
Carele de foc (engleză: Chariots of Fire) este un film produs în Marea Britanie, în anul 1981, scris de Collin Welland și regizat de Hugh Hudson. Filmul are la bază evenimentele legate de pregătirea atleților britanici pentru Olimpiada de vară din anul 1924. A fost nominalizat pentru șapte premii ale Academiei de Film și a primit patru, inclusiv pentru cea mai bună imagine.

## Distribuție

### Roluri principale
- Ben Cross - Harold Abrahams
- Ian Charleson - Eric Liddell
- Nigel Havers - Lord Andrew Lindsay, deoarece David Cecil (personajul real) nu a acceptat ca numele să îi fie folosit în film.
- Cheryl Campbell - Jennie Liddell
- Alice Krige - Sybil Gordon, soția lui Abraham (numele real era Sybil Evers)

### Roluri secundare
- Lindsay Anderson - conducătorul Colegiului Gonville și Caius, Cambridge
- Dennis Christopher - sprinterul american Charlie Paddock
- Nigel Davenport
- Brad Davis - sprinterul american Jackson Scholz
- Peter Egan - Ducele de Sutherland
- Sir John Gielgud - conducătorul colegiului Trinity
- Ian Holm - Sam Mussabini, antrenorul lui Abraham
- Patrick Magee - Lord Cadogan

- Nicholas Farrell - Aubrey Montague
- Daniel Gerroll - Henry Stallard
- Struan Rodger - Sandy McGrath
- David Yelland - Prințul Țării Galilor
- Yves Beneyton - George Andre
- Jeremy Sinden - președintele Societății Gilbert & Sullivan
- Gordon Hammersley - președintele Clubului de Atletism Cambridge
- Andrew Hawkins - secretarul Societății Gilbert & Sullivan
- Richard Griffiths
- John Young - reverendul J. D. Liddell
- Benny Young - Rob Liddell
- Yvonne Gilan - Mrs Liddell
- Jack Smethurst
- Gerry Slevin - colonelul John Keddie
- Peter Cellier
- Stephen Mallatratt
- Michael Lonsdale

## Premii

### Premii Oscar(1981)
- Premiul Academiei pentru cel mai bun film - David Puttnam, producător
- Premiul Academiei pentru coloană sonoră originală - Vangelis
- Premiul Academiei pentru scenariu original - Colin Welland
- Premiul Academiei pentru cele mai bune costume - Milena Canonero
- Nominalizat la Premiul Academiei pentru cel mai bun actor în rol secundar - Ian Holm
- Nominalizat la Premiul Academiei pentru cea mai bună regie - Hugh Hudson
- Nominalizat la Premiul Academiei pentru editare film - Terry Rawlings

### Festivalul de film de la Cannes(1981)
- Cel mai bun actor în rol secundar - Ian Holm
- Premiul Juriului Ecumenic - Mențiune specială - Hugh Hudson
- Nominalizat Palme d'Or - Hugh Hudson

### Premiile BAFTA
- Premiul BAFTA pentru cel mai bun film (1981)

### Premiile Grammy(1983)
- Premiul Grammy pentru cea mai bună interpretre pop instrumentală - Ernie Watts pentru "Chariots of Fire Theme (Dance Version)"

### Locuri în topuri
- BFI Top 100 British films (1999) - locul 19[2]
- Hot 100 No. 1 Hits of 1982 (SUA) (8 mai) - Vangelis, Chariots of Fire tema muzicală